# Sutomo
Sutomo, dit Bung Tomo (« Camarade Tomo »), né le 3 octobre 1920 à Soerabaja (Indes orientales néerlandaises) et mort le 7 octobre 1981 à La Mecque (Arabie saoudite), est un combattant de la résistance indonésienne, principalement connu pour son rôle dans la bataille de Surabaya en 1945. Après la Revolusi, il devient politiquement actif au sein du Parti du peuple indonésien (PRI) et occupe notamment un poste de ministre d'État dans le cabinet Burhanuddin Harahap (en) entre 1955 et 1956.